# Homeostasis energética
En biología, la homeostasis energética o el control homeostático del balance energético, es un proceso biológico que implica la regulación homeostática coordinada de la ingesta de alimentos (entrada de energía) y el gasto de energía (salida de energía). El cerebro humano, particularmente el hipotálamo, desempeña un papel central en la regulación de la homeostasis energética y en la generación de la sensación de hambre al integrar varias señales bioquímicas que transmiten información sobre el balance energético. El cincuenta por ciento de la energía del metabolismo de la glucosa se convierte inmediatamente en calor.
La homeostasis energética es un aspecto importante de la bioenergética. 

## Definición
En los EE. UU., la energía biológica se expresa mediante la unidad de energía Calorías con una C mayúscula (es decir, una kilocaloría), que equivale a la energía necesaria para aumentar la temperatura en 1 kilogramo de agua por 1 °C (alrededor de 4.18 kJ).
El balance de energía, a través de reacciones biosintéticas, se puede medir con la siguiente ecuación:
Ingesta de energía (de alimentos y líquidos) = Energía gastada (a través del trabajo y el calor generado) + Cambio en la energía almacenada (grasa corporal y almacenamiento de glucógeno)
La primera ley de la termodinámica establece que la energía no puede ser creada ni destruida. Pero la energía se puede convertir de una forma de energía a otra. Entonces, cuando se consume una caloría de energía alimentaria, se produce uno de los tres efectos particulares dentro del cuerpo: una porción de esa caloría puede almacenarse como grasa corporal, triglicéridos o glucógeno, transferida a las células y convertida en energía química en forma de trifosfato de adenosina (ATP - una coenzima) o compuestos relacionados, o disipados en forma de calor.

## Energía

### Consumo
La ingesta de energía se mide por la cantidad de calorías consumidas de los alimentos y líquidos. La ingesta de energía está modulada por el hambre, que está principalmente regulada por el hipotálamo y la elección, que está determinada por los conjuntos de estructuras cerebrales que son responsables del control del estímulo (es decir, el condicionamiento operante y el condicionamiento clásico ) y el control cognitivo de la alimentación. comportamiento. El hambre está regulada en parte por la acción de ciertas hormonas peptídicas y neuropéptidos (por ejemplo, insulina, leptina, grelina y neuropéptido Y, entre otros) en el hipotálamo.

### Gasto
El gasto energético es principalmente una suma de calor interno producido y trabajo externo. El calor interno producido es, a su vez, principalmente una suma del índice metabólico basal (BMR) y el efecto térmico alimentario. El trabajo externo se puede estimar midiendo el nivel de actividad físico (PAL).

### Balance positivo
Un balance positivo es el resultado de que la ingesta de energía es mayor que la que se consume en el trabajo externo y otros medios corporales de gasto de energía.
Las principales causas prevenibles son: 
- Comer en exceso, lo que resulta en un mayor consumo de energía
- Estilo de vida sedentario, que resulta en una disminución del gasto de energía a través del trabajo externo

Un balance positivo resulta en que la energía se almacene como grasa y/o músculo, causando el aumento de peso. Con el tiempo, puede desarrollarse sobrepeso y obesidad, con complicaciones resultantes. 

### Balance negativo
Un balance negativo es el resultado de que la ingesta de energía es menor que la que se consume en trabajo externo y otros medios corporales de gasto de energía. 
La causa principal es la subestimación debido a una condición médica como la disminución del apetito, la anorexia nerviosa, la enfermedad digestiva o debido a alguna circunstancia, como el ayuno o la falta de acceso a los alimentos. El hipertiroidismo también puede ser una causa. 

### Mecanismos implicados en la regulación del desequilibrio de la homeostasis energética
Existen dos mecanismos principales en la regulación del balance energético: la regulación homeostática (enfocada en el apetito y la ingesta de alimentos) y la regulación hedónica.
El sistema de la regulación homeostática responde a estímulos fisiológicos, como las procedentes de los alimentos (concentración de aminoácidos, nivel de glucosa en sangre...) hacen que el hipotálamo regule la ingesta de alimentos, o el paso del alimento a lo largo del tubo digestivo, que estimula la liberación de una serie de hormonas que intervienen en la regulación de la ingesta de alimentos. Algunas de estas tienen un efecto anorexígeno (colecistoquinina, péptido YY, polipéptido pancreático) y otras, al contrario, un efecto orexígeno (grelina). Además, existen otras hormonas con efecto a largo plazo, cuya función es el mantenimiento del peso corporal. Estas son la leptina, producida principalmente por el tejido adiposo, y presente en concentraciones proporcionales a la cantidad de tejido adiposo del organismo, produce sensación de saciedad; y la insulina, que es secretada por el páncreas y, al igual que la leptina, produce sensación de saciedad. 
Por otra parte, encontramos el sistema de control hedónico. Este sistema se basa en la ingesta de alimentos como recompensa. Por tanto, está relacionado con factores emocionales y psicológicos. 

### Requisito
El requerimiento de energía normal y, por lo tanto, el consumo de energía normal, depende principalmente de la edad, el sexo y el nivel de actividad física (PAL). La Organización para la Agricultura y la Alimentación (FAO) de las Naciones Unidas ha elaborado un informe detallado sobre las necesidades energéticas humanas: las necesidades de energía Humanos (Roma, 17 – 24 de octubre de 2001) Un método más antiguo, pero de uso común y bastante precisa es la ecuación de Harris-Benedict . 
Sin embargo, actualmente hay estudios en curso para mostrar si la restricción de calorías a valores inferiores a lo normal tiene efectos beneficiosos, y aunque están mostrando indicaciones positivas en primates, todavía no es seguro si la restricción de calorías tiene un efecto positivo en la longevidad en primates y humanos. Se puede considerar que la restricción de calorías alcanza un balance energético a una ingesta y gasto más bajos y, en este sentido, no es generalmente un desequilibrio energético, a excepción de un desequilibrio inicial en el que la disminución del gasto aún no ha coincidido con la ingesta reducida. 

## Sociedad y Cultura
Ha habido controversia sobre los mensajes de equilibrio energético que minimizan el consumo de energía promovido por grupos de la industria alimentaria.